# Cascade de La Fortuna
Pour les articles homonymes, voir La Fortuna.
La cascade de La Fortuna (Catarata Fortuna, « la fortune » en espagnol) est une chute d'eau située au centre du Costa Rica, dans la province d'Alajuela.

## Description
La cascade tombe d'environ 70 à 75 mètres et se trouve à la base du volcan endormi Chato (es), à environ 5,5 km à l'extérieur de la ville de La Fortuna, près du volcan Arenal. Elle est alimentée par la rivière Fortuna qui traverse la forêt tropicale de la chaîne de montagnes Arenal.